# 2,6-Dichlorphenylacetonitril
2,6-Dichlorphenylacetonitril  ist ein substituiertes Acetonitril,  das eine in 2- und in  6-Stellung mit einem Chloratom substituierte Phenylgruppe trägt. Die Verbindung ist Ausgangsstoff für chemische Zwischenprodukte und Arzneistoffe, wie z. B. Guanfacin, aus der Gruppe der Antisympathotonika, das insbesondere auch zur Behandlung der Aufmerksamkeitsdefizit-/Hyperaktivitätsstörung ADHS Verwendung findet.

## Herstellung
Die Herstellung  von 2,6-Dichlorphenylacetonitril verläuft im Sinne einer Kolbe-Nitrilsynthese, wobei 2,6-Dichlorbenzylchlorid (durch Chlorierung von 2,6-Dichlortoluol nach der SSS-Regel) mit Alkalicyaniden, wie z. B. Kaliumcyanid in Gegenwart des Phasentransferkatalysators 18-Krone-6 umgesetzt wird (Ausbeute 95 %).

## Eigenschaften
2,6-Dichlorphenylacetonitril ein weißer bis blassgelber Feststoff, der in Methanol löslich ist.

## Anwendungen
Die Reduktion (Chemie) von 2,6-Dichlorbenzylcyanid mit Diisobutylaluminiumhydrid DIBAL liefert in brauchbaren Ausbeuten 2,6-Dichlorphenylacetaldehyd als Ausgangsstoff für das in der EU nicht mehr zugelassene Herbizid Dichlobenil.
Mit 2,6-Dichlorphenylacetonitril als Ausgangsstoff wurden anellierte bicyclische Heteroaromaten dargestellt, die wie z. B. die substituierten Pyrazolo[1,5-a]pyrimidin-2-one als pharmazeutische Wirkstoffe gegen Autoimmunerkrankungen und Krebs, sowie die Derivate des Diazanaphthalins 1,6-Naphthyridin-2(1H)-ons als Tyrosinkinase-Inhibitoren untersucht wurden.
Wichtigste Verwendung des 2,6-Dichlorphenylacetonitrils ist als Startmaterial für das ADHS-Therapeutikum Guanfacin. Dazu wird das Nitril zunächst in den entsprechenden Ethylester überführt und mit Guanidin bei Raumtemperatur umgesetzt. Das Produkt 2,6-Dichlorphenylacetylguanidin wird dabei in ca. 70%iger Ausbeute erhalten.
Alternativ wird 2,6-Dichlorphenylacetonitril zunächst mit Ameisensäureethylester an der aktivierten Methylengruppe formyliert und anschließend mit Guanidinhydrochlorid zum α-(Guanidinomethylen)-2,6-dichlorphenylacetonitril umgesetzt. Die Abspaltung der Cyanogruppe und Umlagerung zum 2,6-Dichlorphenylacetylguanidin-hydrochlorid erfolgt durch Kochen mit verdünnter Salzsäure.

## Externe Links zu erwähnten Verbindungen
1. ↑  Externe Identifikatoren von bzw. Datenbank-Links zu 2,6-Dichlorphenylacetaldehyd:  CAS-Nr.: 20973-90-4, PubChem: 12263564, Wikidata: Q125117435.